# Lužany, Plzeň-jih
Lužany là một làng thuộc huyện Plzeň-jih, vùng Plzeňský, Cộng hòa Séc.